# Edward Pawlina
Edward Bronisław Pawlina (ur. 22 października 1948 w Żaganiu) – polski zootechnik, specjalizujący się w genetyce i ogólnej hodowli zwierząt; nauczyciel akademicki związany z Uniwersytetem Przyrodniczym we Wrocławiu.

## Życiorys
Szkołę podstawową ukończył w Brzeźnicy w 1962 r. W roku 1967 został absolwentem Liceum Pedagogicznego w Nowej Soli i rozpoczął studia na Wydziale Zootechnicznym Wyższej Szkoły Rolniczej we Wrocławiu. Ukończył je w roku 1972, uzyskując dyplom magistra inżyniera zootechniki.
Stopień naukowy doktora nauk rolniczych uzyskał w 1979 na podstawie rozprawy Badania nad wzrostem i mlecznością mieszańców (F1) uzyskanych od krów nczb unasienionych nasieniem buhaja rasy holsztyńsko-fryzyjskiej importowanym z USA. Stopień doktora habilitowanego nauk rolniczych w zakresie zootechniki nadała mu Rada Wydziału Zootechnicznego Akademii Rolniczej we Wrocławiu w 1992 r. na podstawie rozprawy habilitacyjnej Efektywność krzyżowania bydła rasy czerwono-białej z holsztyńsko-fryzyjskim. Tytuł naukowy profesora otrzymał w 1997 r.
Pracę zawodową, jako pracownik naukowo-dydaktyczny, rozpoczął  po skończeniu studiów w Katedrze Genetyki i Ogólnej Hodowli Zwierząt w Wyższej Szkole Rolniczej we Wrocławiu (obecnie Uniwersytet Przyrodniczy we Wrocławiu) w 1972 r. W tej uczelni zajmował następujące stanowiska: asystenta (1972-1973), starszego asystenta (1973-1979), adiunkta (1979-1997), profesora nadzwyczajnego (1998-2003), profesora zwyczajnego (od 2003 r.). W tym okresie pełnił różne funkcje, m.in.: opiekuna praktyk zagranicznych, pełnomocnika dziekana ds. praktyk robotniczych,  przewodniczącego wydziałowych komisji rekrutacyjnych, członka uczelnianej komisji rekrutacyjnej, przewodniczącego wydziałowej komisji wyborczej, przewodniczącego uczelnianej komisji dyscyplinarnej doktorantów, członka senatu uczelni, członka komisji senackich i rektorskich oraz prodziekana kierunków: zootechnika, biologia (1999-2005), bioinformatyka i bezpieczeństwo żywności (2010-2012), kierownika studiów doktoranckich  i  p.o. kierownika Katedry Genetyki na Wydziale Biologii i Hodowli Zwierząt Uniwersytetu Przyrodniczego we Wrocławiu (2016-2017).
Był redaktorem naukowym dwóch specjalnych zeszytów Roczników Nauk Rolniczych i 6 książek. Należy do Polskiego Towarzystwa Zootechnicznego. Był członkiem Zarządu Głównego tego Towarzystwa oraz przewodniczącym rady programowej  Przeglądu Hodowlanego.
Był promotorem 3 przewodów doktorskich i 69 prac magisterskich, z których 14 zdobyło nagrody na ogólnopolskim konkursie prac magisterskich z zakresu zootechniki.

## Dorobek naukowy i odznaczenia
Prof. Edward Pawlina jest autorem 33 podręczników i skryptów (razem z następnymi wydaniami) oraz 207 publikacji, w tym 151 oryginalnych prac naukowych i doniesień oraz 56 artykułów popularnonaukowych.  Najważniejsze książki to: Leksykon terminów z zakresu genetyki i hodowli zwierząt (1994), Atlas ras zwierząt gospodarskich (1995), Gołębie. Chów, hodowla i rasy (1996), Kozy. Chów, hodowla i użytkowanie (1999), Rasy zwierząt gospodarskich (2001), Drób ozdobny (2010). Wykonał ok. 900 zdjęć naukowych opublikowanych w książkach i czasopismach.
Za swoją działalność naukową, dydaktyczną i organizacyjną otrzymał liczne nagrody i wyróżnienia. Został odznaczony Złotym i Srebrnym Krzyżem Zasługi, Medalem Komisji Edukacji Narodowej, Złotą Odznaką Polskiego Związku Hodowców Gołębi Rasowych i Drobiu Ozdobnego i odznaką „Zasłużony dla Akademii Rolniczej we Wrocławiu”, medalem 50-lecia Akademii Rolniczej we Wrocławiu, medalem Zasłużony dla Wydziału Biologii i Hodowli Zwierząt Uniwersytetu Przyrodniczego we Wrocławiu, medalem Za Zasługi dla Uniwersytetu Przyrodniczego we Wrocławiu, Honorową Odznaką Polskiego Towarzystwa Zootechnicznego oraz wyróżniony zespołową nagrodą Ministra Edukacji Narodowej i 42 nagrodami rektora macierzystej uczelni.